# 268e régiment d'infanterie
Le 268e régiment d'infanterie (268e RI) est un régiment d'infanterie de l'Armée de terre française constitué en 1914 avec les bataillons de réserve du 68e régiment d'infanterie.
À la mobilisation, chaque régiment d'active crée un régiment de réserve dont le numéro est le sien plus 200.

## Création et différentes dénominations
1914 : 268e Régiment d'Infanterie

## Chefs de corps
- Lieutenant-Colonel Pichat (3 août 1914 - blessé le 09/09/1914)
- Chef de bataillon de Zollekoffer (09/09/1914 - 07/10/1914)
- Lieutenant-Colonel Michel (07/10/1914 - blessé le 23/02/1915)
- Commandant Vallée (23/02/1915)
- Commandant Jeze (23/02/1915 - 28/03/1915)
- Commandant Vallée (28/03/1915 - 30/03/1915)
- Lieutenant-Colonel Mariani (30/03/1915 - 13/01/1918)
- Lieutenant-Colonel Detanger (13/01/1918 - 13/02/1918)
- Chef de bataillon Bauclin (13/02/1918 - 15/02/1918)
- Lieutenant-Colonel Cambel (15/02/1918 - Dissolution régiment 18/06/1918)

## Historique des garnisons, combats et batailles du268eRI

### Première Guerre mondiale

#### Affectation
Le 268e RI est formé au Blanc (36), le 4 août 1914 .

- 9e Corps d'Armée d'août à octobre 1914
- 17e Division d'Infanterie d'octobre 1914 à avril 1915
- 152e Division d'Infanterie d'avril à juin 1915
- 17e Division d'Infanterie de décembre 1915 à janvier 1918

## Drapeau
Il porte, cousues en lettres d'or dans ses plis, les inscriptions suivantes :
- Ypres 1914
- Artois 1915

Décorations décernées au régiment

## Personnages célèbres ayant servi au268eRI
Maurice Laurentin (1885-1959) Architecte, père de Marie Laurentin (Menie Grégoire)

### Sources et bibliographie
Maurice Laurentin - Le Sang de France - Éditions Bloud et Gay 1919 (au 268e, du 12/04/1915 à la dissolution le 18/06/1918)
1. ↑  Décision no 12350/SGA/DPMA/SHD/DAT du 14 septembre 2007 relative aux inscriptions de noms de batailles sur les drapeaux et étendards des corps de troupe de l'armée de terre, du service de santé des armées et du service des essences des armées, Bulletin officiel des armées, no 27, 9 novembre 2007